# Josep Caixal i Estradé
Josep Caixal i Estradé  (ur. 9 lipca 1803, zm. 26 sierpnia 1879) – hiszpański duchowny katolicki, biskup Seo de Urgel i zarazem współksiążę episkopalny Andory w latach 1853–1879. Był współksięciem Andory razem z Napoleonem III, zmarł w wieku 76 lat.